# ميدلهارنيس
ميدلهارنيس هي بلدة وبلدية سابقة في هولندا، مقاطعة جنوب هولندا، على جزيرة خوريه- أوفرفلاكيه.